# Bruce Ritter
Reverend Bruce Ritter OFM (* 25. Februar 1927 in Trenton (New Jersey); † 7. Oktober 1999 in Decatur, Bundesstaat New York) war US-amerikanischer römisch-katholischer Priester und Gründer der größten privat finanzierten Kinderhilfsorganisation der USA, Covenant House.

## Covenant House
Nachdem der Franziskanerpater Ritter von 1963 bis 1968 am Manhattan College Theologie gelehrt hatte, gründete er 1968 die Kinderhilfsorganisation Covenant House mit dem Ziel, verwaisten Teenagern und missbrauchten Kindern ein Zuhause zu geben. Mit einem Budget von bis zu 90 Mio. US-Dollar war Covenant House die größte privat finanzierte Organisation in diesem Bereich.

## Vorwurf des Kindesmissbrauchs
Nachdem vier Bewohner des Kinderhilfswerkes und ein Porno-Darsteller Vorwürfe wegen Missbrauches gegen Ritter erhoben hatten, trat dieser 1990 von seiner Funktion als Leiter der Organisation zurück. Zwar wurde Ritter in einer Gerichtsverhandlung freigesprochen, danach tauchten jedoch Indizien auf, dass Ritter sexuellen Kontakt zu jugendlichen Heimbewohnern hatte. Ritter verließ den Franziskanerorden, blieb aber bis zu seinem Tod als Priester aktiv. Er bestritt bis zuletzt alle Vorwürfe.